# Groot-Teheran
Groot-Teheran (Perzisch: کلانشهر تهران بزرگ و حومه, Engels: Greater Tehran Metropolitan Area of Tehran-Karaj-Eslamshahr Metropolitan Area) is het stedelijke metropoolgebied rond de Iraanse hoofdstad Teheran. Het metropoolgebied omvat het centrale deel van de provincie Teheran en het oostelijke deel van de provincie Alborz. 
Groot-Teheran heeft 16,8 miljoen inwoners (2025) en is na Groot-Caïro de grootste metropool in het Midden-Oosten. De stad Teheran heeft 8,7 miljoen inwoners. Grootste voorstad is Karaj met 1,6 miljoen inwoners. Andere voorsteden zijn o.a. Eslamshahr, Malard, Quods, Ray en Shahriar.

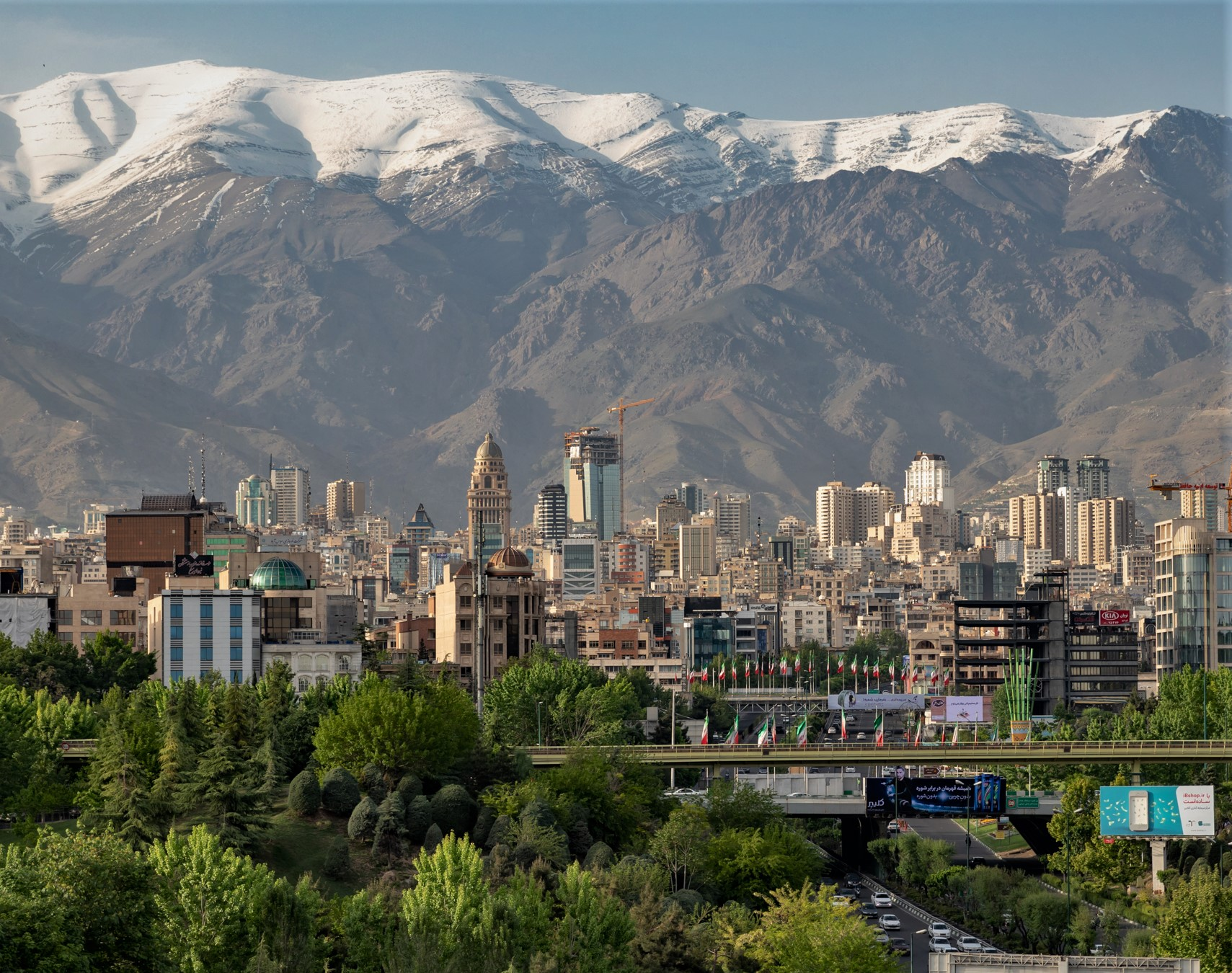
Teheran
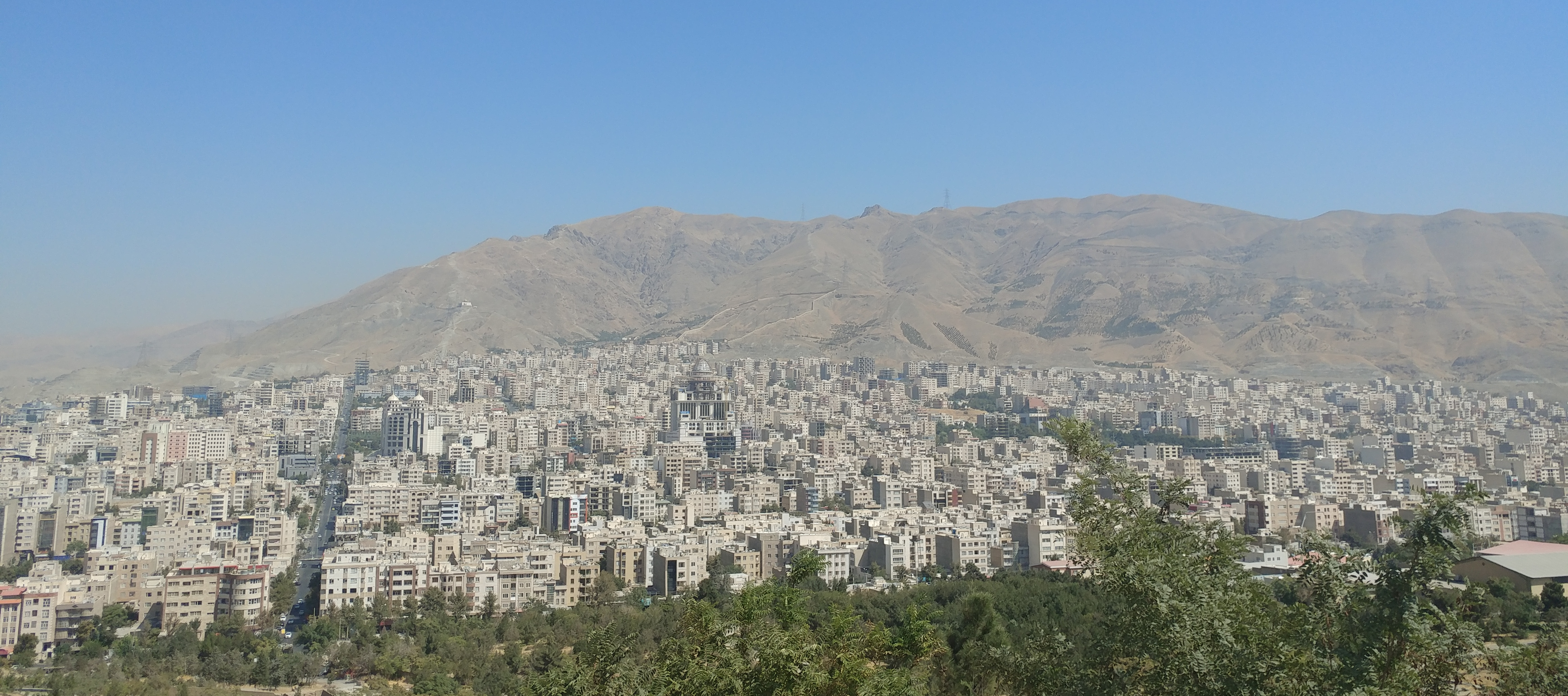
Karaj
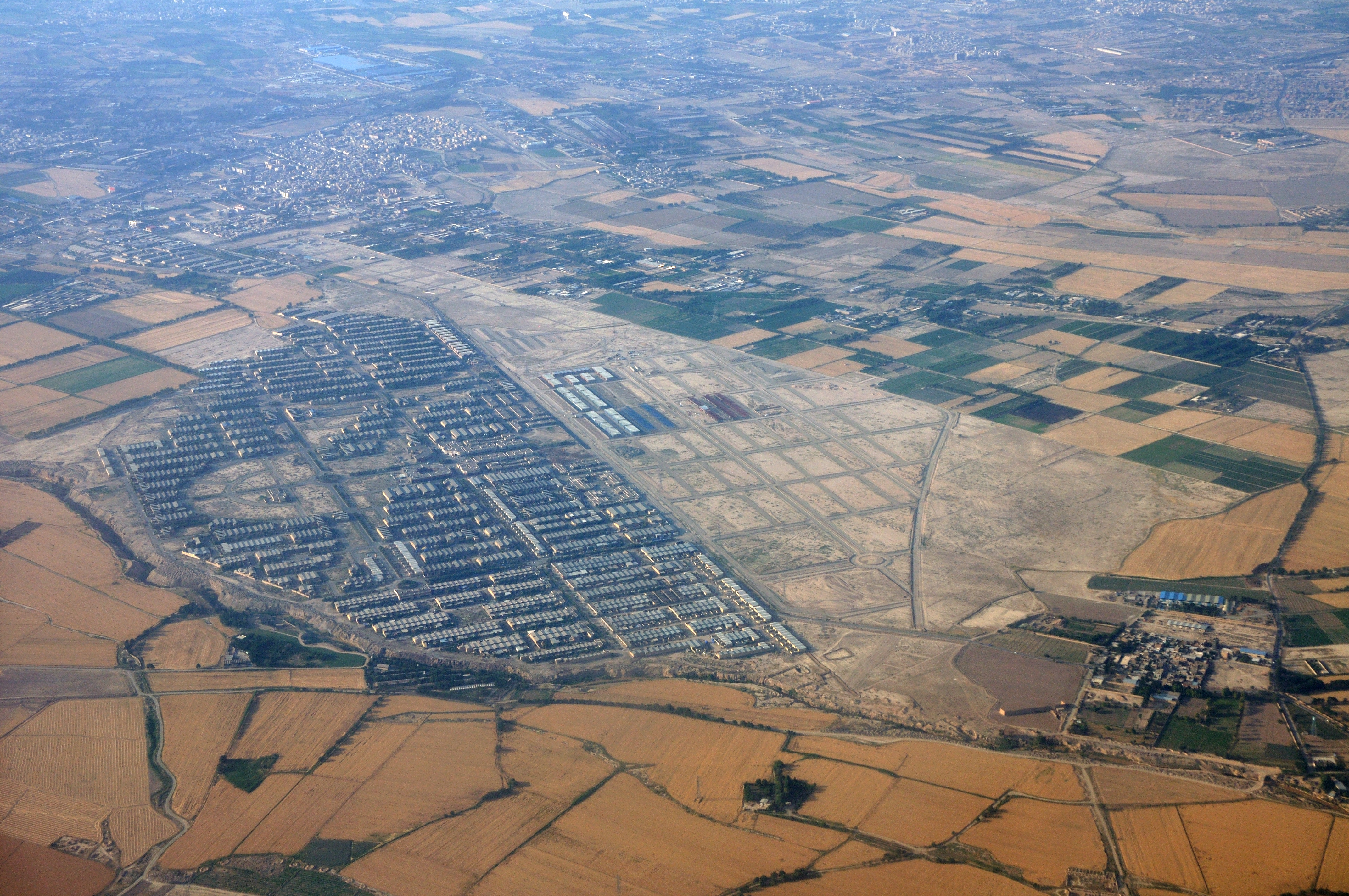
Eslamshahr